# Ski de fond aux Jeux olympiques de 2014 – Sprint par équipes hommes
Navigation
Vancouver 2010 Pyeongchang 2018
L'épreuve masculine de sprint par équipe de ski de fond des Jeux olympiques d'hiver de 2014 a lieu le 19 février 2014 au complexe de ski de fond et de biathlon Laura. Les Finlandais Sami Jauhojärvi et Iivo Niskanen remportent l'épreuve devant les Russes Maxim Vylegzhanin et Nikita Kriukov et les Suédois Emil Jönsson et Teodor Peterson. Vylegzhanin est disqualifié pour dopage par le Comité international olympique le 9 novembre 2017, la Russie perd par conséquent la médaille d'argent gagnée dans cette épreuve.  Ils sont finalement réintégrés le 1er février 2018, car le Tribunal Arbitral du Sport annule cette décision à cause de preuves jugées insuffisantes pour établir une violation des règles d'antidopage. 

## Médaillés
| Or                                     | Argent                                  | Bronze                             |
| Finlande Sami Jauhojärvi Iivo Niskanen | Russie Maxim Vylegzhanin Nikita Kriukov | Suède Emil Jönsson Teodor Peterson |

## Résultats

### Demi-finales
Les demi-finales commencent à 14:05.
| Rang | Demi-finale | Dossard | Pays               | Athlètes                              | Temps          | Note |
| ---- | ----------- | ------- | ------------------ | ------------------------------------- | -------------- | ---- |
| 1    | 1           | 2       | Allemagne          | Hannes Dotzler Tim Tscharnke          | 23 min 36 s 23 | Q    |
| 2    | 1           | 6       | République tchèque | Martin Jakš Aleš Razým                | 23 min 39 s 06 | Q    |
| 3    | 1           | 5       | Suisse             | Dario Cologna Gianluca Cologna        | 23 min 42 s 31 | LL   |
| 4    | 1           | 1       | Norvège            | Ola Vigen Hattestad Petter Northug    | 23 min 43 s 63 | LL   |
| 5    | 1           | 3       | Italie             | Federico Pellegrino Dietmar Nöckler   | 23 min 58 s 12 |      |
| 6    | 1           | 4       | Canada             | Devon Kershaw Alex Harvey             | 24 min 20 s 37 |      |
| 7    | 1           | 9       | Estonie            | Peeter Kümmel Raido Ränkel            | 24 min 26 s 49 |      |
| 8    | 1           | 7       | Autriche           | Harald Wurm Max Hauke                 | 25 min 01 s 23 |      |
| 9    | 1           | 10      | Roumanie           | Daniel Pripici Paul Constantin Pepene | 26 min 06 s 80 |      |
|      | 1           | 8       | Grande-Bretagne    | Andrew Young Andrew Musgrave          | DNF            |      |
|      | 1           | 11      | Chine              | Sun Qinghai Xu Wenlong                | DNS            |      |
| 1    | 2           | 16      | Finlande           | Iivo Niskanen Sami Jauhojärvi         | 23 min 26 s 13 | Q    |
| 2    | 2           | 13      | Russie             | Maxim Vylegzhanin Nikita Kriukov      | 23 min 26 s 91 | Q    |
| 3    | 2           | 15      | Suède              | Emil Jönsson Teodor Peterson          | 23 min 28 s 22 | LL   |
| 4    | 2           | 14      | Kazakhstan         | Nikolay Chebotko Alexey Poltoranin    | 23 min 28 s 50 | LL   |
| 5    | 2           | 17      | États-Unis         | Simi Hamilton Erik Bjornsen           | 23 min 29 s 14 | LL   |
| 6    | 2           | 12      | France             | Cyril Miranda Jean-Marc Gaillard      | 23 min 41 s 79 | LL   |
| 7    | 2           | 19      | Japon              | Hiroyuki Miyazawa Yuichi Onda         | 23 min 49 s 41 |      |
| 8    | 2           | 18      | Pologne            | Maciej Kreczmer Maciej Staręga        | 23 min 53 s 09 |      |
| 9    | 2           | 20      | Slovaquie          | Peter Mlynár Martin Bajčičák          | 24 min 58 s 06 |      |
| 10   | 2           | 21      | Bulgarie           | Andrey Gridin Veselin Tsinzov         | 25 min 11 s 06 |      |
| 11   | 2           | 23      | Ukraine            | Ruslan Perekhoda Oleksii Krasovskyi   | 25 min 31 s 13 |      |
| 12   | 2           | 22      | Australie          | Phil Bellingham Callum Watson         | 25 min 54 s 31 |      |

Q : Directement qualifiées pour la finale
LL : lucky loser

### Finale
| Rang                                | Dossard | Pays               | Athlètes                           | Temps          | Retard   |
| ----------------------------------- | ------- | ------------------ | ---------------------------------- | -------------- | -------- |
| Médaille d'or, Jeux olympiques      | 16      | Finlande           | Iivo Niskanen Sami Jauhojärvi      | 23 min 14 s 89 | —        |
| Médaille d'argent, Jeux olympiques  | 13      | Russie             | Maxim Vylegzhanin Nikita Kriukov   | 23 min 15 s 86 | +0 s 97  |
| Médaille de bronze, Jeux olympiques | 15      | Suède              | Emil Jönsson Teodor Peterson       | 23 min 30 s 01 | +15 s 12 |
| 4                                   | 1       | Norvège            | Ola Vigen Hattestad Petter Northug | 23 min 33 s 55 | +18 s 66 |
| 5                                   | 5       | Suisse             | Dario Cologna Gianluca Cologna     | 23 min 35 s 90 | +21 s 01 |
| 6                                   | 17      | États-Unis         | Simi Hamilton Erik Bjornsen        | 23 min 49 s 95 | +35 s 06 |
| 7                                   | 2       | Allemagne          | Hannes Dotzler Tim Tscharnke       | 23 min 57 s 02 | +42 s 13 |
| 8                                   | 14      | Kazakhstan         | Nikolay Chebotko Alexey Poltoranin | 24 min 01 s 38 | +46 s 49 |
| 9                                   | 6       | République tchèque | Martin Jakš Aleš Razým             | 24 min 01 s 83 | +46 s 94 |
| 10                                  | 12      | France             | Cyril Miranda Jean-Marc Gaillard   | DNS            | -        |